# Lily Matthews
Lily Matthews (Wales, 30 september 1989) is een Brits mountainbikester uit Wales.
Oorspronkelijk was ze een cross-country-loopster, maar door een blessure moest ze in 2010 voor een andere sport kiezen.
Ze ging mountainbiken, en werd kampioen op het National Under-23 Cross Country Mountain Bike Champion.
Op de Belgian MTB Grand Prix behaalde ze de derde plaats in de wedstrijd in Beringen.
In 2010 reed ze in de Commonwealth wegrace voor vrouwen, maar finishte ze niet.